# Малый Вениж
Малый Вениж — деревня в Юкаменском районе Удмуртии. Входит в состав Засековского сельского поселения.

## География
Деревня расположена на северо-западе республики на расстоянии примерно в 15 километрах по прямой к юго-востоку от районного центра Юкаменского.
Часовой пояс
Деревня Малый Вениж как и вся Удмуртия, находится в часовой зоне МСК+1. Смещение применяемого времени относительно UTC составляет +4:00.

## Население
| 2010 | 2012 |
| ---- | ---- |
| 196  | ↘191 |

Национальный состав
Согласно результатам переписи 2002 года, татары составляли 77 % из 221 чел..